# Hey Yah
Hey Yah è il sesto EP del gruppo musicale sudcoreano Got7, pubblicato il 16 novembre 2016 in Giappone.

## Tracce
1. Hey Yah – 3:56 (testo: Samuelle Song – musica: Tomoya Kinoshita)
2. Never Stop – 3:18 (testo: Amon Hayashi, Alex York – musica: Alex York)
3. Let Me Know – 3:47 (testo: Yugyeom, Frants, Natsumi Kobayashi, Amon Hayashi – musica: Yugyeom, Frants)
4. Attention – 3:39 (testo: Ragoon Im, Amillo, Komu – musica: Ragoon Im, Amillo, Garden, Teria Im)
5. Over and Over – 3:39 (testo: Jang Wooyoung, Frants, Yuhki Shirai – musica: Jang Wooyoung, Frants)

Edizione speciale B
1. If I Never Let You Go... (離さなければ・・・?, Hanasanakereba...) – 3:32 (testo: Defsoul, Frants, Kenji Kabashima – musica: Defsoul, Frants)

## Formazione
- Mark – rap
- JB (Defsoul) – voce, testi (traccia 6), musiche (traccia 6)
- Jackson – rap
- Jinyoung – voce
- Youngjae (Ars) – voce
- BamBam – rap
- Yugyeom – voce, testi (traccia 3), musiche (traccia 3)